# Saint-Biez-en-Belin
Saint-Biez-en-Belin é uma comuna francesa na região administrativa do País do Loire, no departamento de Sarthe. Estende-se por uma área de 9.27 km². Em 2010 a comuna tinha 717 habitantes (densidade: 77,3 hab./km²).